# イリジウム・ジャズ・クラブ
座標: 北緯40度45分43秒 西経73度59分01秒 / 北緯40.761828度 西経73.983566度
イリジウム・ジャズ・クラブ（英語: Iridium Jazz Club）は、1994年に開店したニューヨーク市マンハッタン区ミッドタウンのジャズ・クラブ。現在の店はブロードウェイの一等地にあり、数多くの一流ジャズ・ミュージシャンが出演してきたことで知られる。晩年のレス・ポールは、ここに毎週出演を続けていた。このほか、ジョン・コリアーニやミンガス・ビッグ・バンドなどが毎週出演していたことがある。

## 歴史
イリジウム・ジャズ・クラブは、カバー・チャージを抑えた店として、1994年1月に、63丁目と8番街の交差点で開店した。この最初の場所では、イリジウム・ルーム・ジャズ・クラブ（Iridium Room Jazz Club）として知られていたが、これはリンカーン・センターの筋向かいにあるイリジウム・レストランの地下だったことから付いた名だった。開店当初は、「第一線ではなく、それに次ぐレベルのトラディショナルやスウィング・ジャズのミュージシャンたち」をブッキングしていた。自らブッキングも行うクラブの経営者ロナルド・スタームは『ニューヨーク・タイムズ』紙に、「トランペットのマーカス・プリンタップや、［ピアノの］サイラス・チェスナット、［ドラムの］カール・アレンのような人たちに出演してもらえるようになりたい」と述べていた。目的は、「伝説的なミュージシャンたちにも登場してもらいつつ、若い、主流のミュージシャンたちに」チャンスを与えることにあった。開店当初には、地元の無名なジャズ・グループやソロ・アーティストにも、聴衆の前で演奏する機会を与えられていた。この最初の場所では、3回の改装が行われた後、2001年8月に、クラブは現在地であるブロードウェイ1650番地（51丁目角）に移転した。
ニューヨークの他のジャズ・クラブとは異なり、現在も営業を続けていられるのは、観客数の拡大に合わせて大規模な改装を重ねてきたことが一因になっている。イリジウムでのライブ録音盤がリリースされる例も、ケニー・ギャレット、ジャッキー・テラソン、チャーリー・ヘイデン、ケニー・バロン、ベニー・カーター、ザ・ジャズ・メッセンジャーズ、スウィーツ・エディソン、クラーク・テリー、さらにはジャン＝ミシェル・ピルクなど、多数ある。ランディ・ブレッカーは、2005年に、弟マイケル・ブレッカーと共演したイリジウムでのライブ・アルバム『サム・スカンク・ファンク』を発表している（ブレッカー・ブラザーズ名義ではないが、公式盤では最後の共演）。
伝説のギタリスト、レス・ポールは、1995年から94歳で亡くなった2009年まで毎週月曜日に、イリジウムで「レス・ポール・ナイト」と題したライブを続けていた。このライブでは、しばしば有名ミュージシャンが飛び入りで参加することがあった。レス・ポールの死去後、月曜日には「レス・ポール・ギター・マンデイズ」と称して、ギタリストをフィーチャーしたイベントが続けられている。
ミンガス・ビッグ・バンドは、2004年11月から2008年9月まで、イリジウムに毎週出演していたが、その後は別のジャズ・クラブ「ジャズ・スタンダード」に移動した。

## 批評界からの評判
『ニューヨーク』誌の評「イリジウムは1920年代や1930年代の平穏なジャズの時代を再現しようと最善の努力をしている。確かに、空気はもはや煙草の煙でくすんではいないが、装飾にはかつてあった時代の影が落ち、たとえ隣席のヨーロッパから来た観光客と膝がすり合っても、本物のジャズ好きたちはそんな細かいことは気にもとめず、この業界で最も名の売れた手練の演奏を熱心に聴くのである。ボーカルのジミー・スコット、ギターのマイク・スターン、サクソフォーンのファラオ・サンダース、そしてミンガスのレガシー・バンド。まだまだ他にもいる」。